# Panesthia australis
Panesthia australis är en kackerlacksart som beskrevs av Brunner von Wattenwyl 1865. Panesthia australis ingår i släktet Panesthia och familjen jättekackerlackor. Inga underarter finns listade i Catalogue of Life.